# Smalkopmamba
De smalkopmamba (Dendroaspis angusticeps) is een slang uit de familie koraalslangachtigen (Elapidae).

## Naam en indeling
De slang behoort tot de mamba's (geslacht Dendroaspis). De wetenschappelijke naam van de soort werd voor het eerst voorgesteld door Andrew Smith in 1849. Oorspronkelijk werd de wetenschappelijke naam Naja angusticeps gebruikt.

## Uiterlijke kenmerken
Omdat het lichaam meestal groen is wordt deze slang ook wel groene mamba genoemd, maar de 'echte' groene mamba is Dendroaspis viridis. De soorten zijn van elkaar te onderscheiden door de gekielde schubben op de rug en de smallere kop van de hier omschreven soort.
De slang bereikt een lichaamslengte van ongeveer 1,8 tot 2,5 meter. De grote kop op is duidelijk te onderscheiden van het lichaam door de aanwezigheid van een insnoering. De ogen zijn relatief groot en hebben een ronde pupil.
De slang heeft negentien rijen schubben in de lengte op het midden van het lichaam, soms 17 of 21. Er zijn 201 tot 232 schubben gelegen aan de buikzijde. Onder de staart zijn 99 tot 126 schubben aanwezig. De lichaamskleur is heldergroen, soms met gele vlekjes, de buikzijde is lichter van kleur.

## Verspreiding en habitat
De smalkopmamba komt voor in delen van oostelijk Afrika en leeft in de landen Zimbabwe, Tanzania, Mozambique, Kenia, Congo-Kinshasa, Malawi en Zuid-Afrika. De habitat bestaat uit vochtige beboste gebieden met veel bomen en struiken.

## Levenswijze
Het voedsel bestaat uit vogels, vogeleieren en jonge vogels die net zijn uitgevlogen, daarnaast worden boombewonende zoogdieren zoals vleermuizen buitgemaakt. Jongere mamba's eten soms ook wel kameleons. Het gif van de slang is neurotoxisch van aard en legt het zenuwstelsel plat zodat de prooi verlamd raakt. Het gif is krachtig en half zo sterk als het gif van de zwarte mamba (Dendroaspis polylepis). Een beet die niet behandeld wordt met serum is meestal fataal.
Het is een echte klimmer die in bomen en struiken leeft en zelden op de grond komt. Bij verstoring vlucht het dier liever in de bomen dan meteen aan te vallen. Doordat deze soort zeer oplettend is en vrij kalm van aard is de slang vrijwel onzichtbaar in het wild. Beten door deze soort zijn veelal te wijten aan mensen die het dier willen vangen of doden.
Mannetjes voeren baltsgevechten uit waarbij ze elkaar omstrengelen. De smalkopmamba is eierleggend, de vrouwtjes zetten zes tot 17 eieren af, de juvenielen hebben reeds een lengte van 30 tot 45 centimeter.  De smalkopmamba kent geen vorm van broedzorg.